# Конгресс Европы
Гаагский конгресс, также известный как Конгресс Европы, представлял собой конференцию, которая проходила в Гааге с 7 по 11 мая 1948 года. В этом мероприятии приняли участие 750 делегатов из различных стран Европы, а также наблюдатели из Канады и Соединенных Штатов Америки.
Конгресс, организованный Дунканом Сэндисом и Джозефом Ретингером, собрал вместе представителей различных политических взглядов, чтобы обсудить идеи о том, как укрепить европейское политическое сотрудничество. Он проходил под эгидой Международного комитета движений за европейское единство, который впоследствии стал Европейским движением.
В этом процессе участвовали влиятельные политические деятели, такие как Конрад Аденауэр, Уинстон Черчилль, Гарольд Макмиллан, сэр Дэвид Максвелл-Файф, Пьер-Анри Тежен, Франсуа Миттеран (оба были министрами в правительстве Роберта Шумана), а также три бывших премьер-министра Франции: Поль Рейно, Эдуар Даладье и Поль Рамадье. Кроме того, в числе участников были Пол ван Зеланд, Альберт Оппель и Альтиеро Спинелли.
В работе конгресса приняли участие многие философы, журналисты, церковные деятели, юристы, профессора, предприниматели и историки. Участники призвали к созданию политического, экономического и валютного союза в Европе. Эта знаменательная конференция оказала значительное влияние на формирование Европейского движения, которое было создано вскоре после неё.
На Конгрессе испанский государственный деятель Сальвадор де Мадарьяга выступил с предложением создать Европейский колледж. Это учебное заведение должно объединить выпускников университетов из различных стран, некоторые из которых недавно вели войны друг с другом. В таком колледже студенты могли бы учиться и жить в условиях мира и взаимопонимания.
На Конгрессе также были рассмотрены вопросы, касающиеся будущей структуры и роли Совета Европы. Важную роль в разработке Конвенции о защите прав человека и основных свобод в рамках Совета Европы сыграли Тежен и Максвелл-Файф.
Конгресс способствовал формированию общественного мнения в пользу европейского единства. 20 июля 1948 года на встрече министров Западноевропейского союза в Гааге министр иностранных дел Шумана Жорж Бидо предложил создать Европейскую ассамблею, которая впоследствии стала Советом Европы, и таможенный и экономический союз, известный как Европейское сообщество угля и стали и два сообщества Международных договоров (Рим). Таким образом, идеи, выдвинутые на Конгрессе, стали частью политики французского правительства, а затем и общей стратегией европейских правительств.

## Создание Конгресса
Конгресс был организован Международным комитетом движений за европейское единство. Решение о его создании было принято на встрече в Париже 20 июля 1947 года, организованной Сэндисом и Ретингером. Целью этой встречи было объединить несколько уже существующих организаций, выступающих за европейское единство: Европейскую лигу экономического сотрудничества, движение «Объединенная Европа», «Новую лигу Европы», Объединение интернационалов и Европейский союз федералистов. Европейский парламентский союз также принял участие в этой встрече, но впоследствии отказался присоединиться к комитету. В декабре 1947 года комитет был переименован в Международный комитет движений за европейское единство, а Сэндис был избран его председателем. Ретингер же стал почётным секретарем.
В то время как Европейский союз федералистов и Европейский парламентский союз четко выражали свои федералистские взгляды, другие организации использовали более общие формулировки. Они стремились «расширять и укреплять возможности для сотрудничества между европейскими нациями (ELEC)», «обеспечивать правительству широкую поддержку любых действий, направленных на европейское единство» (UEM), и в целом выступали за прагматичное движение в сторону конфедеративного союза.

## Итоги Конгресса
Конгресс одобрил три резолюции, разработанные специальными комиссиями: политическую, экономическую и социальную, а также культурную.
Политическая резолюция представляет собой попытку найти точки соприкосновения между сторонниками федерализма и теми, кто предпочитает более постепенный межправительственный подход. Как вспоминал впоследствии Ретингер, «жаркие дебаты развернулись, особенно в Политической комиссии. Федералисты, возглавляемые Полем Рейно, призывали к созданию Европейской учредительной ассамблеи, избираемой непосредственно народами Европы. Другие же предлагали более скромную консультативную ассамблею, которая, вероятно, была бы более приемлемой для правительств... В итоге, призыв к «объединению и передаче суверенных прав» одержал верх над идеей «федералистского государства».

## Участники (отбор)

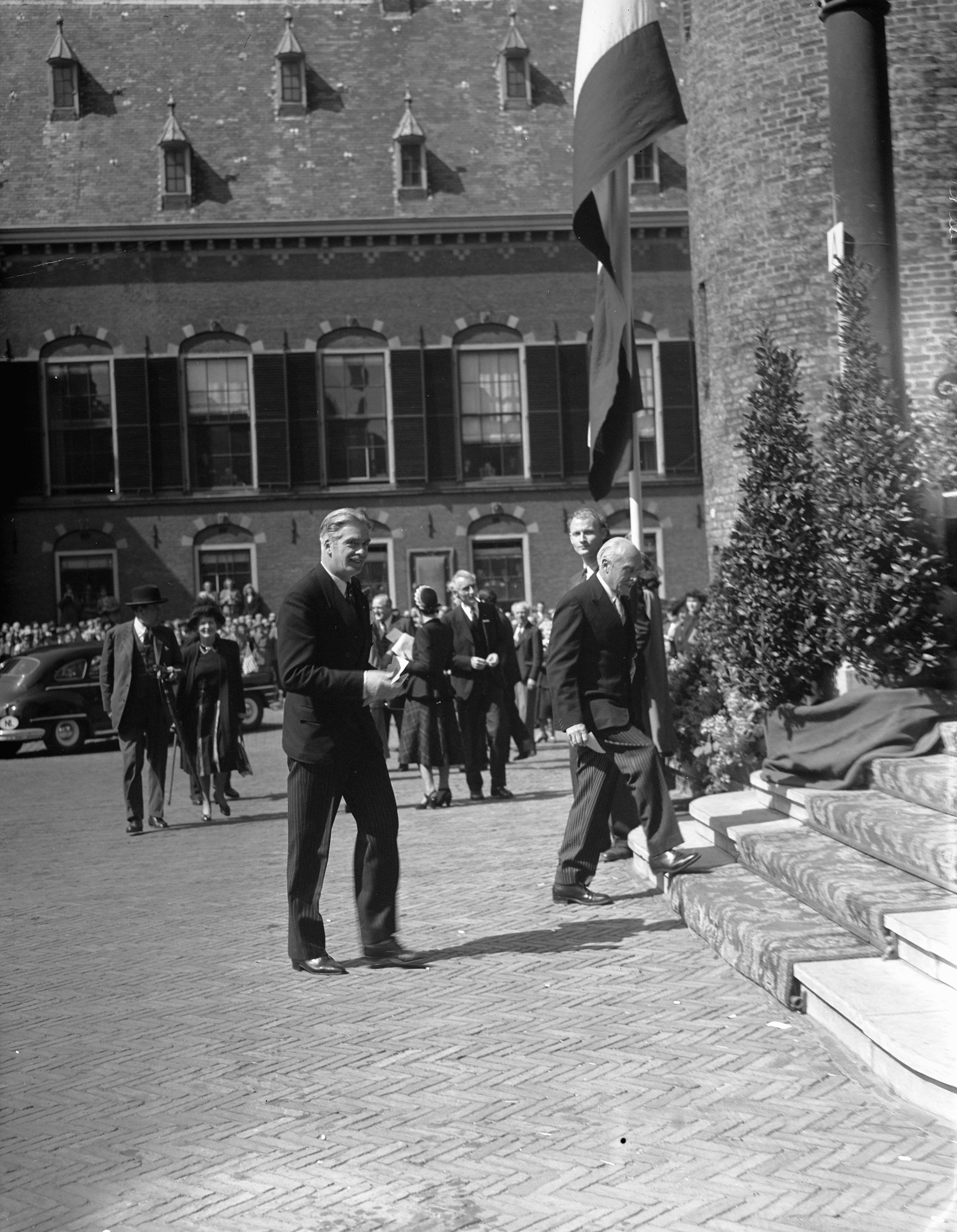
Сэр Энтони Иден прибывает в Рыцарский зал в Гааге, 9 мая 1948 года

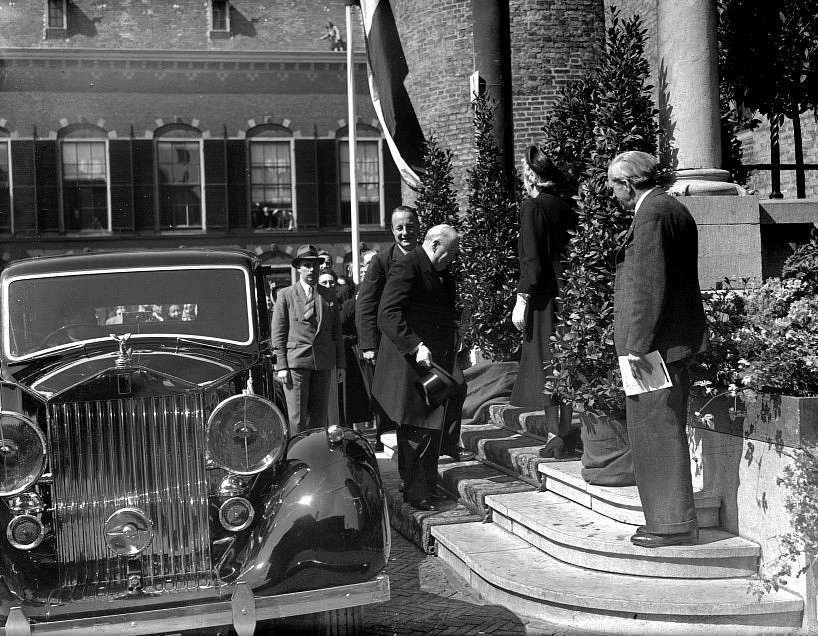
Сэр Уинстон Черчилль прибыл на Европейский конгресс в Гааге, 9 мая 1948 года

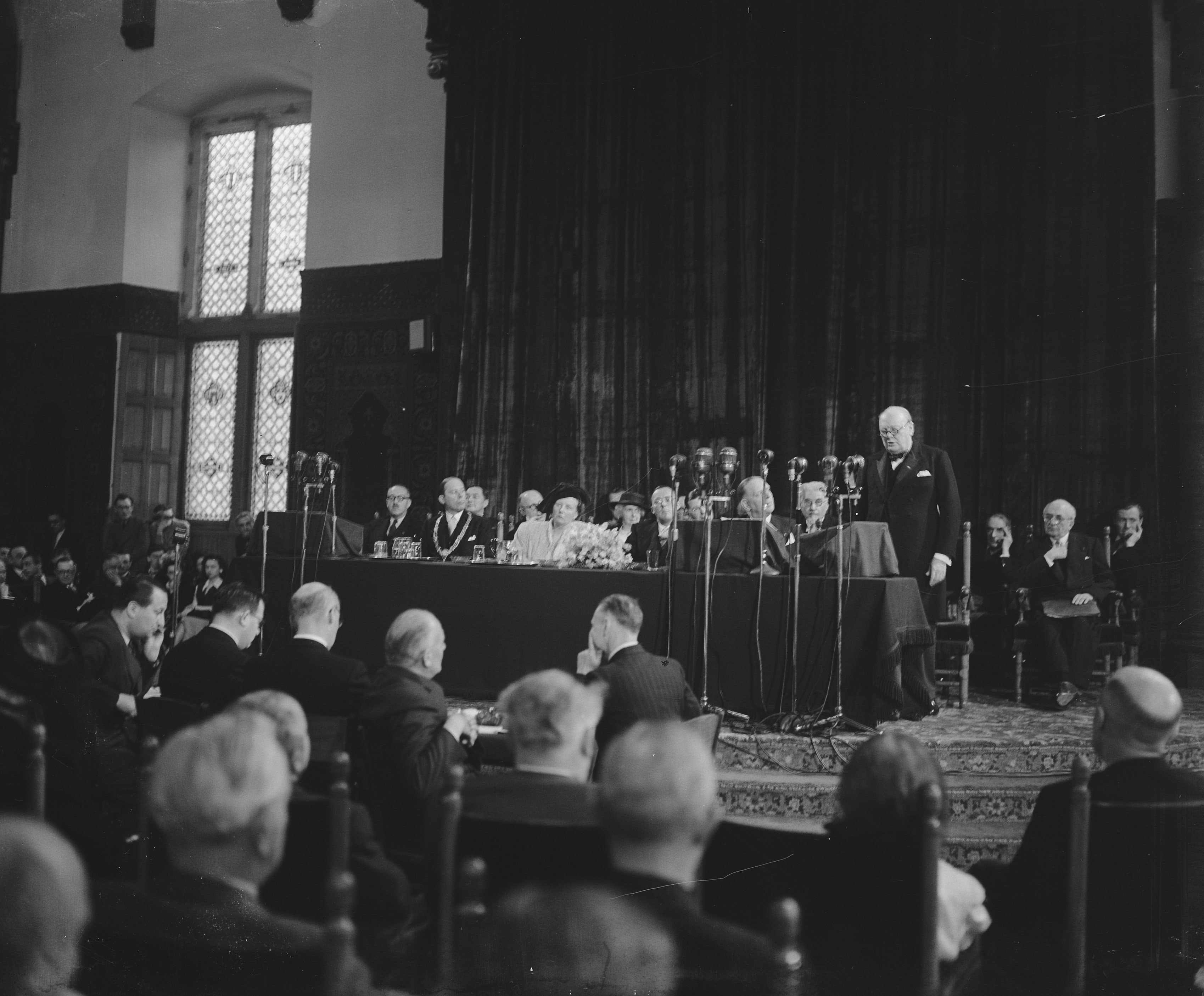
Уинстон Черчилль открывает конгресс

- Марсель Пиле-Гола (Швейцария)
- Уинстон Черчилль (Великобритания)
- Григоре Гафенку (Румыния)
- Эдуар Даладье (Франция)
- Альберт-Эдуард Янсен[англ.] (Бельгия)
- Энтони Иден (Великобритания)
- Юрай Крневич[англ.] (Хорватия)
- Кнут Кристенсен[англ.] (Дания)
- Индалесио Прието (Испания)
- Ялмар Прокопе (Финляндия)
- Поль Рамадье (Франция)
- Поль Рейно (Франция)
- Тадеуш Ромер (Польша)
- Поль ван Зеланд (Бельгия)
- Жак Огард
- Густав Хайнеман (ФРГ)
- Йоханнес Хоффман[англ.] (ФРГ)
- Франсуа Миттеран (Франция)
- Конрад Аденауэр (ФРГ)
- Дункан Сэндис[англ.] (Великобритания)
- Джозеф Ретингер (Великобритания)
- Леон Шевалье
- Альфонс Колле
- Морис Шуман (Франция)
- Огюст Кул
- Генри Ламботт
- Генри Давезак
- Иво Дюшачек
- Карл Ромм[англ.] (Нидерланды)
- Гастон Тессье
- Живко Топалович[англ.] (Югославия)
- Эдуард Боннефус
- Жорж Шевро
- Паоло Джоббе (Италия)
- Андре Франсуа-Понсе
- Андре Лефевр
- Маркиз д'Ормессон
- Николо Карандини[англ.] (Италия)
- Этьен Жильсон (Франция)
- Чарльз Морган
- Бертран Рассел (Великобритания)
- Сальвадор де Мадарьяга (Испания)
- Раймонд Риффле
- Уильям Раппард[англ.] (Швейцария)
- Уолтер Халлстайн (ФРГ)
- Рене Капитан (Франция)
- Леон Жюльо
- Лорд Моран[англ.] (Великобритания)
- Мишель Полоновски
- Эмиль Борель (Франция)
- Гилберт Марри (Великобритания)
- Питер Флеминг[англ.]* (Великобритания)
- Генри де Сегонь
- Жак Рюэф (Франция)
- Морис Алле (Франция)
- Ян Тинберген (Нидерланды)
- Гарольд Батлер
- Луи Саллерон
- Жак Лакур-Гайе
- Пьер Эли д'Ойсель
- Питер Оттен
- Адриан Боулт (Великобритания)
- Поль Ландовски (Франция)
- Раймон Арон (Франция)
- Рене Куртен
- Уолтер Лейтон[англ.] (Великобритания)
- Ян Пилсудский[англ.] (Польша)
- Раймонд Сильва
- Жильберта Броссолетт[англ.] (Франция)
- Фрэнсис Л. Джозефи[англ.] (Великобритания)
- Жермен Пейроль[англ.] (Франция)
- Эдмон Мишле (Франция)
- Жан де Сюзанне
- Хью Деларги
- Жан Мате
- Жан Бухман
- Генри Кох
- Альтиеро Спинелли (Италия)
- Андре Вуазен
- Робер Бише
- Александр Марк[англ.] (Франция)
- Франсуа де Ментон (Франция)
- Люк Дюран-Ревиль
- Робер Леменьен[англ.] (Франция)
- Эдмон Жискар д'Эстен
- Генри Кангардель
- Жорж Лебрен Керис